# 水牛步枪
水牛步槍是指擁有大口徑和單發黑火藥筒的一把步槍，在19世紀末這把槍用於獵殺美洲野牛。野牛獵人通常會使用三種類型的步槍：夏普斯步槍、 斯普林菲爾德步槍和雷明頓一號步槍，雷明頓也被稱為滾塊步槍。夏普斯步槍因為遠距離再加上准確度而受到獵人的喜愛。